# الولى (حبيش)

تعديل مصدري - تعديل

الولى محلة تابعة لقرية الحبلة، التابعة لعزلة العارضة بمديرية حبيش إحدى مديريات محافظة إب في الجمهورية اليمنية، بلغ تعداد سكانها 20 حسب تعداد اليمن لعام 2004.